# Paolo Pedretti
Paolo Pedretti, född 22 januari 1906 i Orsenigo, död 22 februari 1983 i Tavernerio, var en italiensk tävlingscyklist.
Pedretti blev olympisk guldmedaljör i lagförföljelse vid sommarspelen 1932 i Los Angeles.